# Associação Irlandesa de Voleibol
A Associação Irlandesa de Voleibol  (em inglês:Volleyball Association of Ireland, VAI) é  uma organização fundada em 1982 que governa a pratica de voleibol da Irlanda, sendo membro da Federação Internacional de Voleibol e da Confederação Européia de Voleibol, a entidade é responsável por organizar  os campeonatos nacionais de  voleibol masculino e feminino no território..